# Metin Akdülger
Metin Akdülger (* 10. April 1988 in Bursa) ist ein türkischer Film- und Theaterschauspieler.

## Leben und Wirken
Akdülger wurde in Bursa geboren, seine Familie stammt aus Thessaloniki und Skopje. Für sein Studium der Internationalen Beziehungen an der Koç-Universität zog er nach Istanbul um. Während des Studiums drehte er mit Freunden verschiedene Kurzfilme. Seine erste große Rolle spielte er in Medcezir, eine türkische Adaption der Erfolgsserie O.C., California. 2014 feierte er sein Kinodebüt in Bensiz. 2018 war er in der emmyprämierten Miniserie Sahsiyet zu sehen, seit 2019 spielt er in der Neflixserie Atiye – Die Gabe eine Hauptrolle.
Seit 2012 spielte Akdülger beispielsweise am Didaskali Theater in Istanbul oder im Kulturzentrum Akbank Sanat Istanbul, besondere Aufmerksamkeit bekam er für seine Inszenierung des Ein-Mann-Stücks Baldan Karanlık.

## Veröffentlichungen (Auswahl)

### Filmografie
- 2014: Bensiz
- 2013–2015: Medcezir (Fernsehserie, 77 Folgen)
- 2015: Analar ve Anneler (Fernsehserie, neun Folgen)
- 2016: Clair Obscur (Tereddüt)
- 2016–2017: Muhtesem Yüzyil: Kösem (Fernsehserie, 27 Folgen)
- 2017: Kirik Kalpler Bankasi
- 2018: Sahsiyet (Fernsehserie, zwölf Folgen)
- 2018: Mein liebster Stoff (Mon tissu préféré)
- 2019–2021: Atiye – Die Gabe (Atiye, Fernsehserie)
- 2020: Yarina Tek Bilet (Yarına Tek Bilet)
- 2021: Der Club (Kulüp, Fernsehserie)
- 2022: Between the World and Us (Dünyayla Benim Aramda, Fernsehserie)

### Theatrografie
- 2014: Machenka am Didaskali Theater Istanbul, Regie: Çisil Oğuz
- 2016: Kahramanlar Hep Erkek am Akbank Sanat Istanbul, Regie: Kemal Hamamcıoğlu
- 2017: Baldan Karanlık am TOY Istanbul, Regie: Kemal Hamamcıoğlu